# 熊本県道208号外牧大林線
熊本県道208号外牧大林線（くまもとけんどう208ごう ほかまきおおばやしせん）は、熊本県菊池郡大津町を通る一般県道である。

## 概要

### 路線データ
- 起点：熊本県菊池郡大津町大字外牧（熊本県道145号瀬田熊本線交点）
- 終点：熊本県菊池郡大津町大字大林（国道57号交点）

## 路線状況

### 重複区間
- 熊本県道207号瀬田竜田線（菊池郡大津町大字大林）

## 地理

### 通過する自治体
- 菊池郡大津町

### 交差する道路
| 交差する道路                         | 交差する場所 | 交差する場所 |
| ------------------------------------ | ------------ | ------------ |
| 熊本県道145号瀬田熊本線              | 大字外牧     | 起点         |
| 熊本県道207号瀬田竜田線 重複区間起点 | 大字大林     |              |
| 熊本県道207号瀬田竜田線 重複区間終点 | 大字大林     |              |
| 国道57号                             | 大字大林     | 終点         |

### 交差する鉄道
- 豊肥本線

### 沿線にある施設など
- JR九州豊肥本線 瀬田駅
- 白川